# Oscar för bästa specialeffekter
Lista över vinnare och nominerade av Oscar för bästa visuella effekter

## Vinnare och nominerade

### 1930-talet
| År          | Film                    | Specialeffekttekniker                               |
| ----------- | ----------------------- | --------------------------------------------------- |
| 1939 (12:e) | När regnet kom          | Fred Sersen och Edmund H. Hansen                    |
| 1939 (12:e) | Borta med vinden        | Jack Cosgrove, Fred Albin och Arthur Johns          |
| 1939 (12:e) | Det spökar på Rivieran  | Roy Seawright                                       |
| 1939 (12:e) | Elizabeth och Essex     | Byron Haskin och Nathan Levinson                    |
| 1939 (12:e) | Endast änglar ha vingar | Roy Davidson och Edwin C. Hahn                      |
| 1939 (12:e) | Trollkarlen från Oz     | A. Arnold Gillespie och Douglas Shearer             |
| 1939 (12:e) | Union Pacific           | Farciot Edouart, Gordon Jennings och Loren L. Ryder |

### 1940-talet
| År          | Film                           | Specialeffekttekniker                                                                                        |
| ----------- | ------------------------------ | --- |
| 1940 (13:e) | Tjuven i Bagdad                | Lawrence W. Butler och Jack Whitney                                                                          |
| 1940 (13:e) | Den långa resan hem            | R.T. Layton, Ray Binger och Thomas T. Moulton                                                                |
| 1940 (13:e) | Den osynlige mannens återkomst | John P. Fulton, Bernard B. Brown och William Hedgcock                                                        |
| 1940 (13:e) | Dr Cyclops                     | Farciot Edouart och Gordon Jennings                                                                          |
| 1940 (13:e) | En försvunnen värld            | Roy Seawright och Elmer Raguse                                                                               |
| 1940 (13:e) | Fågel blå                      | Fred Sersen och Edmund H. Hansen                                                                             |
| 1940 (13:e) | Glädjestaden                   | A. Arnold Gillespie och Douglas Shearer                                                                      |
| 1940 (13:e) | Grabbarna från Syrakusa        | John P. Fulton, Bernard B. Brown och Joe Lapis                                                               |
| 1940 (13:e) | Rebecca                        | Jack Cosgrove och Arthur Johns                                                                               |
| 1940 (13:e) | Skeppsbrottet vid den öde ön   | Vernon L. Walker och John Aalberg                                                                            |
| 1940 (13:e) | Slaghöken                      | Byron Haskin och Nathan Levinson                                                                             |
| 1940 (13:e) | Tyfonen                        | Farciot Edouart, Gordon Jennings och Loren L. Ryder                                                          |
| 1940 (13:e) | Utrikeskorrespondenten         | Paul Eagler och Thomas T. Moulton                                                                            |
| 1940 (13:e) | Women in War                   | Howard Lydecker, William Bradford, Bud Thackery och Herbert Norsch                                           |
| 1941 (14:e) | Jag vill ha vingar             | Farciot Edouart, Gordon Jennings och Louis Mesenkop                                                          |
| 1941 (14:e) | Aloma - danserskan             | Farciot Edouart, Gordon Jennings och Louis Mesenkop                                                          |
| 1941 (14:e) | Den osynliga kvinnan           | John P. Fulton och John D. Hall                                                                              |
| 1941 (14:e) | En förbryllande natt           | Roy Seawright och Elmer Raguse                                                                               |
| 1941 (14:e) | En yankee flyger till London   | Fred Sersen och Edmund H. Hansen                                                                             |
| 1941 (14:e) | Flygkommando                   | A. Arnold Gillespie och Douglas Shearer                                                                      |
| 1941 (14:e) | Lady Hamilton                  | Lawrence W. Butler och William A. Wilmarth                                                                   |
| 1941 (14:e) | Varg-Larsen                    | Byron Haskin och Nathan Levinson                                                                             |
| 1942 (15:e) | Skörda i den vilda stormen     | Farciot Edouart, Gordon Jennings, William L. Pereira och Louis Mesenkop                                      |
| 1942 (15:e) | Bragdernas man                 | Jack Cosgrove, Ray Binger och Thomas T. Moulton                                                              |
| 1942 (15:e) | Den svarta svanen              | Fred Sersen, Roger Heman Sr. och George Leverett                                                             |
| 1942 (15:e) | Djungelboken                   | Lawrence W. Butler och William A. Wilmarth                                                                   |
| 1942 (15:e) | Ett av våra bombplan saknas    | Ronald Neame och C.C. Stevens                                                                                |
| 1942 (15:e) | Flygande tigrarna              | Howard Lydecker och Daniel J. Bloomberg                                                                      |
| 1942 (15:e) | Gestapos fiende nr 1           | John P. Fulton och Bernard B. Brown                                                                          |
| 1942 (15:e) | Havets musketörer              | Vernon L. Walker och James G. Stewart                                                                        |
| 1942 (15:e) | Luftens musketörer             | Byron Haskin och Nathan Levinson                                                                             |
| 1942 (15:e) | Mrs. Miniver                   | A. Arnold Gillespie, Warren Newcombe och Douglas Shearer                                                     |
| 1943 (16:e) | Rivalerna                      | Fred Sersen och Roger Heman Sr.                                                                              |
| 1943 (16:e) | Bomber över Tokio              | Vernon L. Walker, James G. Stewart och Roy Granville                                                         |
| 1943 (16:e) | Konvoj över havet              | A. Arnold Gillespie, Donald Jahraus och Michael Steinore                                                     |
| 1943 (16:e) | Luften är vårt liv             | Hans F. Koenekamp, Rex Wimpy och Nathan Levinson                                                             |
| 1943 (16:e) | Vi hälsa livet                 | Farciot Edouart, Gordon Jennings och George Dutton                                                           |
| 1943 (16:e) | Överraskade i gryningen        | Clarence Slifer, Ray Binger och Thomas T. Moulton                                                            |
| 1944 (17:e) | 30 sekunder över Tokio         | A. Arnold Gillespie, Donald Jahraus, Warren Newcombe och Douglas Shearer                                     |
| 1944 (17:e) | Dagar av ära                   | Vernon L. Walker, James G. Stewart och Roy Granville                                                         |
| 1944 (17:e) | En hjältes liv                 | Farciot Edouart, Gordon Jennings och George Dutton                                                           |
| 1944 (17:e) | Mark Twains äventyr            | Paul Detlefsen, John Crouse och Nathan Levinson                                                              |
| 1944 (17:e) | Osynliga länkar                | Jack Cosgrove och Arthur Johns                                                                               |
| 1944 (17:e) | Secret Command                 | David Allen, Ray Cory, Robert Wright, Russell Malmgren och Harry Kusnick                                     |
| 1944 (17:e) | Wilson                         | Fred Sersen och Roger Heman Sr.                                                                              |
| 1945 (18:e) | Mirakelmannen                  | John P. Fulton och Arthur Johns                                                                              |
| 1945 (18:e) | Aladdins äventyr               | Lawrence W. Butler och Ray Bomba                                                                             |
| 1945 (18:e) | De skulle offras               | A. Arnold Gillespie, Donald Jahraus, R.A. MacDonald och Michael Steinore                                     |
| 1945 (18:e) | Fartens hjälte                 | Fred Sersen, Sol Halperin, Roger Heman Sr. och Harry M. Leonard                                              |
| 1945 (18:e) | Trollbunden                    | Jack Cosgrove                                                                                                |
| 1946 (19:e) | Min fru går igen               | Tom Howard                                                                                                   |
| 1946 (19:e) | Stulet liv                     | William C. McGann och Nathan Levinson                                                                        |
| 1947 (20:e) | Gröna delfinens gata           | A. Arnold Gillespie, Warren Newcombe, Douglas Shearer och Michael Steinore                                   |
| 1947 (20:e) | De obesegrade                  | Farciot Edouart, Devereaux Jennings, Gordon Jennings, W. Wallace Kelley, Paul K. Lerpae och George Dutton    |
| 1948 (21:a) | Porträtt av Jennie             | Paul Eagler, J. McMillan Johnson, Russell Shearman, Clarence Slifer, Charles L. Freeman och James G. Stewart |
| 1948 (21:a) | Deep Waters                    | Ralph Hammeras, Fred Sersen, Edward Snyder och Roger Heman Sr.                                               |
| 1949 (22:a) | Fantomen från Afrika           | (ARKO Productions)                                                                                           |
| 1949 (22:a) | Tulsa                          | (Walter Wanger Pictures)                                                                                     |

### 1950-talet
| År          | Film                           | Specialeffekttekniker                                    |
| ----------- | ------------------------------ | -------------------------------------------------------- |
| 1950 (23:e) | Destination månen              | (George Pal Productions)                                 |
| 1950 (23:e) | Simson och Delila              | (Cecil B. DeMille Productions)                           |
| 1951 (24:e) | Flykten från jorden            | (Paramount)                                              |
| 1952 (25:e) | Mot nya äventyr                | (M-G-M)                                                  |
| 1953 (26:e) | Världarnas krig                | (Paramount Studio)                                       |
| 1954 (27:e) | En världsomsegling under havet | (Walt Disney Studios)                                    |
| 1954 (27:e) | Havets demoner                 | (20th Century-Fox)                                       |
| 1954 (27:e) | Spindlarna                     | (Warner Bros.)                                           |
| 1955 (28:e) | Broarna vid Toky-Ri            | (Paramount Studio)                                       |
| 1955 (28:e) | De flögo österut               | (Associated British Picture Corporation Ltd.)            |
| 1955 (28:e) | När regnet kom                 | (20th Century-Fox Studio)                                |
| 1956 (29:e) | De tio budorden                | John P. Fulton                                           |
| 1956 (29:e) | Förbjuden värld                | A. Arnold Gillespie, Irving G. Ries och Wesley C. Miller |
| 1957 (30:e) | Fienden i djupet               | Walter Rossi                                             |
| 1957 (30:e) | Spirit of St. Louis            | Louis Lichtenfield                                       |
| 1958 (31:a) | Tummeliten                     | Tom Howard                                               |
| 1958 (31:a) | Sista torpeden                 | A. Arnold Gillespie och Harold Humbrock                  |
| 1959 (32:a) | Ben-Hur                        | A. Arnold Gillespie, Robert MacDonald och Milo B. Lory   |
| 1959 (32:a) | Till jordens medelpunkt        | L.B. Abbott, James B. Gordon och Carlton W. Faulkner     |

### 1960-talet
| År          | Film                         | Specialeffekttekniker                              |
| ----------- | ---------------------------- | -------------------------------------------------- |
| 1960 (33:e) | Tidmaskinen                  | Gene Warren och Tim Baar                           |
| 1960 (33:e) | Sista kryssningen            | Augie Lohman                                       |
| 1961 (34:e) | Kanonerna på Navarone        | Bill Warrington och Chris Greenham                 |
| 1961 (34:e) | Den tankspridde professorn   | Robert A. Mattey och Eustace Lycett                |
| 1962 (35:e) | Den längsta dagen            | Robert MacDonald och Jacques Maumont               |
| 1962 (35:e) | Myteriet på Bounty           | A. Arnold Gillespie och Milo B. Lory               |
| 1963 (36:e) | Cleopatra                    | Emil Kosa Jr.                                      |
| 1963 (36:e) | Fåglarna                     | Ub Iwerks                                          |
| 1964 (37:e) | Mary Poppins                 | Peter Ellenshaw, Hamilton Luske och Eustace Lycett |
| 1964 (37:e) | 7 Faces of Dr. Lao           | Jim Danforth                                       |
| 1965 (38:e) | Åskbollen                    | John Stears                                        |
| 1965 (38:e) | Mannen från Nasaret          | J. McMillan Johnson                                |
| 1966 (39:e) | Den fantastiska resan        | Art Cruickshank                                    |
| 1966 (39:e) | Hawaii                       | Linwood G. Dunn                                    |
| 1967 (40:e) | Doktor Dolittle              | L.B. Abbott                                        |
| 1967 (40:e) | Slaget om Tobruk             | Howard A. Anderson och Albert Whitlock             |
| 1968 (41:a) | År 2001 – ett rymdäventyr    | Stanley Kubrick                                    |
| 1968 (41:a) | Polarstation Zebra svarar ej | Hal Millar och J. McMillan Johnson                 |
| 1969 (42:a) | Marooned                     | Robie Robinson                                     |
| 1969 (42:a) | Krakatau öster om Java       | Eugène Lourié och Alex Weldon                      |

### 1970-talet
| År          | Film                              | Specialeffekttekniker                                                                               |
| ----------- | --------------------------------- | --------------------------------------------------------------------------------------------------- |
| 1970 (43:e) | Tora! Tora! Tora!                 | A.D. Flowers och L.B. Abbott                                                                        |
| 1970 (43:e) | Patton – Pansargeneralen          | Alex Weldon                                                                                         |
| 1971 (44:e) | Sängknoppar och kvastskaft        | Alan Maley, Eustace Lycett och Danny Lee                                                            |
| 1971 (44:e) | Akita - solens förbannelse        | Jim Danforth, Roger Dicken                                                                          |
| 1972 (45:e) | SOS Poseidon                      | L.B. Abbott och A.D. Flowers                                                                        |
| 1973 (46:e) | Inget pris                        | Inget pris                                                                                          |
| 1974 (47:e) | Jordbävningen                     | Frank Brendel, Glen Robinson och Albert Whitlock                                                    |
| 1975 (48:e) | Hindenburg                        | Albert Whitlock och Glen Robinson                                                                   |
| 1976 (49:e) | Flykten från framtiden            | L.B. Abbott, Glen Robinson och Matthew Yuricich                                                     |
| 1976 (49:e) | King Kong                         | Carlo Rambaldi, Glen Robinson och Frank Van der Veer                                                |
| 1977 (50:e) | Stjärnornas krig                  | John Stears, John Dykstra, Richard Edlund, Grant McCune och Robert Blalack                          |
| 1977 (50:e) | Närkontakt av tredje graden       | Roy Arbogast, Douglas Trumbull, Matthew Yuricich, Gregory Jein och Richard Yuricich                 |
| 1978 (51:a) | Superman – The Movie              | Les Bowie, Colin Chilvers, Denys N. Coop, Roy Field, Derek Meddings och Zoran Perisic               |
| 1979 (52:a) | Alien                             | H.R. Giger, Carlo Rambaldi, Brian Johnson, Nick Allder och Dennis Ayling                            |
| 1979 (52:a) | 1941 – Ursäkta, var är Hollywood? | William A. Fraker, A.D. Flowers och Gregory Jein                                                    |
| 1979 (52:a) | Det svarta hålet                  | Peter Ellenshaw, Art Cruickshank, Eustace Lycett, Danny Lee, Harrison Ellenshaw och Joe Hale        |
| 1979 (52:a) | Moonraker                         | Derek Meddings, Paul Wilson och John Evans                                                          |
| 1979 (52:a) | Star Trek                         | Douglas Trumbull, John Dykstra, Richard Yuricich, Robert Swarthe, David K. Stewart och Grant McCune |

### 1980-talet
| År          | Film                                  | Specialeffekttekniker                                                  |
| ----------- | ------------------------------------- | ---------------------------------------------------------------------- |
| 1980 (53:e) | Rymdimperiet slår tillbaka            | Brian Johnson, Richard Edlund, Dennis Muren och Bruce Nicholson        |
| 1981 (54:e) | Jakten på den försvunna skatten       | Richard Edlundl, Kit Westl, Bruce Nicholson och Joe Johnston           |
| 1981 (54:e) | Drakdödaren                           | Dennis Murenl, Phil Tippettl, Ken Ralston och Brian Johnson            |
| 1982 (55:e) | E.T. the Extra-Terrestrial            | Carlo Rambaldi, Dennis Muren och Kenneth Smith                         |
| 1982 (55:e) | Blade Runner                          | Douglas Trumbull, Richard Yuricich och David Dryer                     |
| 1982 (55:e) | Poltergeist                           | Richard Edlund, Michael Wood och Bruce Nicholson                       |
| 1983 (56:e) | Jedins återkomst                      | Richard Edlund, Dennis Muren, Ken Ralston och Phil Tippett             |
| 1984 (57:e) | Indiana Jones och de fördömdas tempel | Dennis Muren, Michael J. McAlister, Lorne Peterson och George Gibbs    |
| 1984 (57:e) | 2010                                  | Richard Edlund, Neil Krepela, George Jenson och Mark Stetson           |
| 1984 (57:e) | Ghostbusters – Spökligan              | Richard Edlund, John Bruno, Mark Vargo och Chuck Gaspar                |
| 1985 (58:e) | Cocoon – djupets hemlighet            | Ken Ralston, Ralph McQuarrie, Scott Farrar och David Berry             |
| 1985 (58:e) | Oz - en fantastisk värld              | Will Vinton, Ian Wingrove, Zoran Perisic och Michael Lloyd             |
| 1985 (58:e) | Tempelmysteriet                       | Dennis Muren, Kit West, John Ellis och David Allen                     |
| 1986 (59:e) | Aliens – Återkomsten                  | Robert Skotak, Stan Winston, John Richardson och Suzanne M. Benson     |
| 1986 (59:e) | Little Shop of Horrors                | Lyle Conway, Bran Ferren och Martin Gutteridge                         |
| 1986 (59:e) | Poltergeist II – Den andra sidan      | Richard Edlund, John Bruno, Garry Waller och Bill Neil                 |
| 1987 (60:e) | 24-timmarsjakten                      | Dennis Muren, Bill George, Harley Jessup och Kenneth Smith             |
| 1987 (60:e) | Rovdjuret                             | Joel Hynek, Robert M. Greenberg, Richard Greenberg och Stan Winston    |
| 1988 (61:a) | Vem satte dit Roger Rabbit            | Ken Ralston, Richard Williams, Ed Jones och George Gibbs               |
| 1988 (61:a) | Die Hard                              | Richard Edlund, Al Di Sarro, Brent Boates och Thaine Morris            |
| 1988 (61:a) | Willow                                | Dennis Muren, Michael J. McAlister, Phil Tippett och Christopher Evans |
| 1989 (62:a) | Avgrunden                             | Hoyt Yeatman, Dennis Muren, John Bruno och Dennis Skotak               |
| 1989 (62:a) | Baron Münchausens äventyr             | Richard Conway och Kent Houston                                        |
| 1989 (62:a) | Tillbaka till framtiden del II        | Ken Ralston, Michael Lantieri, John Bell och Steve Gawley              |

### 1990-talet
| År          | Film                                  | Specialeffekttekniker                                               |
| ----------- | ------------------------------------- | ------------------------------------------------------------------- |
| 1990 (63:e) | Total Recall                          | Eric Brevig, Rob Bottin, Tim McGovern och Alex Funke                |
| 1991 (64:e) | Terminator 2 – Domedagen              | Dennis Muren, Stan Winston, Gene Warren Jr. och Robert Skotak       |
| 1991 (64:e) | Eldstorm                              | Mikael Salomon, Allen Hall, Clay Pinney och Scott Farrar            |
| 1991 (64:e) | Hook                                  | Eric Brevig, Harley Jessup, Mark Sullivan och Michael Lantieri      |
| 1992 (65:e) | Döden klär henne                      | Ken Ralston, Doug Chiang, Douglas Smythe och Tom Woodruff Jr.       |
| 1992 (65:e) | Alien³                                | Richard Edlund, Alec Gillis, Tom Woodruff Jr. och George Gibbs      |
| 1992 (65:e) | Batman – Återkomsten                  | Michael L. Fink, Craig Barron, John Bruno och Dennis Skotak         |
| 1993 (66:e) | Jurassic Park                         | Dennis Muren, Stan Winston, Phil Tippett och Michael Lantieri       |
| 1993 (66:e) | Cliffhanger – Svindlande avgrund      | Neil Krepela, John Richardson, John Bruno och Pamela Easley         |
| 1993 (66:e) | The Nightmare Before Christmas        | Pete Kozachik, Eric Leighton, Ariel Velasco-Shaw och Gordon Baker   |
| 1994 (67:e) | Forrest Gump                          | Ken Ralston, George Murphy, Stephen Rosenbaum och Allen Hall        |
| 1994 (67:e) | The Mask                              | Scott Squires, Steve 'Spaz' Williams, Tom Bertino och Jon Farhat    |
| 1994 (67:e) | True Lies                             | John Bruno, Thomas L. Fisher, Jacques Stroweis och Pat McClung      |
| 1995 (68:e) | Babe – den modiga lilla grisen        | Scott E. Anderson, Charles Gibson, Neal Scanlan och John Cox        |
| 1995 (68:e) | Apollo 13                             | Robert Legato, Michael Kanfer, Leslie Ekker och Matt Sweeney        |
| 1996 (69:e) | Independence Day                      | Volker Engel, Douglas Smith, Clay Pinney och Joe Viskocil           |
| 1996 (69:e) | Dragonheart                           | Scott Squires, Phil Tippett, James Straus och Kit West              |
| 1996 (69:e) | Twister                               | Stefen Fangmeier, John Frazier, Habib Zargarpour och Henry LaBounta |
| 1997 (70:e) | Titanic                               | Robert Legato, Mark A. Lasoff, Thomas L. Fisher och Michael Kanfer  |
| 1997 (70:e) | The Lost World: Jurassic Park         | Dennis Muren, Stan Winston, Randy Dutra och Michael Lantieri        |
| 1997 (70:e) | Starship Troopers                     | Phil Tippett, Scott E. Anderson, Alec Gillis och John Richardson    |
| 1998 (71:a) | Drömmarnas värld                      | Joel Hynek, Nicholas Brooks, Stuart Robertson och Kevin Scott Mack  |
| 1998 (71:a) | Armageddon                            | Richard R. Hoover, Pat McClung och John Frazier                     |
| 1998 (71:a) | Joe - jättegorillan                   | Rick Baker, Hoyt Yeatman, Allen Hall och Jim Mitchell               |
| 1999 (72:a) | Matrix                                | John Gaeta, Janek Sirrs, Steve Courtley och Jon Thum                |
| 1999 (72:a) | Star Wars: Episod I – Det mörka hotet | John Knoll, Dennis Muren, Scott Squires och Rob Coleman             |
| 1999 (72:a) | Stuart Little                         | John Dykstra, Jerome Chen, Henry F. Anderson III och Eric Allard    |

### 2000-talet
| År          | Film                                                 | Specialeffekttekniker                                                   |
| ----------- | ---------------------------------------------------- | ----------------------------------------------------------------------- |
| 2000 (73:e) | Gladiator                                            | John Nelson, Neil Corbould, Tim Burke och Rob Harvey                    |
| 2000 (73:e) | Den perfekta stormen                                 | Stefen Fangmeier, Habib Zargarpour, John Frazier och Walt Conti         |
| 2000 (73:e) | Hollow Man                                           | Scott E. Anderson, Craig Hayes, Scott Stokdyk och Stan Parks            |
| 2001 (74:e) | Sagan om ringen                                      | Jim Rygiel, Randall William Cook, Richard Taylor och Mark Stetson       |
| 2001 (74:e) | A.I. – Artificiell Intelligens                       | Dennis Muren, Scott Farrar, Stan Winston och Michael Lantieri           |
| 2001 (74:e) | Pearl Harbor                                         | Eric Brevig, John Frazier, Edward Hirsh och Ben Snow                    |
| 2002 (75:e) | Sagan om de två tornen                               | Jim Rygiel, Joe Letteri, Randall William Cook och Alex Funke            |
| 2002 (75:e) | Spider-Man                                           | John Dykstra, Scott Stokdyk, Anthony LaMolinara och John Frazier        |
| 2002 (75:e) | Star Wars: Episod II – Klonerna anfaller             | Rob Coleman, Pablo Helman, John Knoll och Ben Snow                      |
| 2003 (76:e) | Sagan om konungens återkomst                         | Jim Rygiel, Joe Letteri, Randall William Cook och Alex Funke            |
| 2003 (76:e) | Master and Commander – Bortom världens ände          | Daniel Sudick, Stefen Fangmeier, Nathan McGuinness och Robert Stromberg |
| 2003 (76:e) | Pirates of the Caribbean: Svarta Pärlans förbannelse | John Knoll, Hal T. Hickel, Charles Gibson och Terry D. Frazee           |
| 2004 (77:e) | Spider-Man 2                                         | John Dykstra, Scott Stokdyk, Anthony LaMolinara och John Frazier        |
| 2004 (77:e) | Harry Potter och fången från Azkaban                 | Tim Burke, Roger Guyett, Bill George och John Richardson                |
| 2004 (77:e) | I, Robot                                             | John Nelson, Andrew R. Jones, Erik Nash och Joe Letteri                 |
| 2005 (78:e) | King Kong                                            | Joe Letteri, Brian Van't Hul, Christian Rivers och Richard Taylor       |
| 2005 (78:e) | Berättelsen om Narnia: Häxan och lejonet             | Dean Wright, Bill Westenhofer, Jim Berney och Scott Farrar              |
| 2005 (78:e) | Världarnas krig                                      | Dennis Muren, Pablo Helman, Randy Dutra och Daniel Sudick               |
| 2006 (79:e) | Pirates of the Caribbean: Död mans kista             | John Knoll, Hal T. Hickel, Charles Gibson och Allen Hall                |
| 2006 (79:e) | Poseidon                                             | Boyd Shermis, Kim Libreri, Chas Jarrett och John Frazier                |
| 2006 (79:e) | Superman Returns                                     | Mark Stetson, Neil Corbould, Richard R. Hoover och Jon Thum             |
| 2007 (80:e) | Guldkompassen                                        | Michael L. Fink, Bill Westenhofer, Ben Morris och Trevor Wood           |
| 2007 (80:e) | Pirates of the Caribbean: Vid världens ände          | John Knoll, Hal T. Hickel, Charles Gibson och John Frazier              |
| 2007 (80:e) | Transformers                                         | Scott Farrar, Scott Benza, Russell Earl och John Frazier                |
| 2008 (81:a) | Benjamin Buttons otroliga liv                        | Eric Barba, Steve Preeg, Burt Dalton och Craig Barron                   |
| 2008 (81:a) | The Dark Knight                                      | Nick Davis, Chris Corbould, Timothy Webber och Paul J. Franklin         |
| 2008 (81:a) | Iron Man                                             | John Nelson, Ben Snow, Daniel Sudick och Shane Mahan                    |
| 2009 (82:a) | Avatar                                               | Joe Letteri, Stephen Rosenbaum, Richard Baneham och Andrew R. Jones     |
| 2009 (82:a) | District 9                                           | Dan Kaufman, Peter Muyzers, Robert Habros och Matt Aitken               |
| 2009 (82:a) | Star Trek                                            | Roger Guyett, Russell Earl, Paul Kavanagh och Burt Dalton               |

### 2010-talet
| År          | Film                                   | Specialeffekttekniker                                                    |
| ----------- | -------------------------------------- | ------------------------------------------------------------------------ |
| 2010 (83:e) | Inception                              | Chris Corbould, Andrew Lockley, Pete Bebb och Paul J. Franklin           |
| 2010 (83:e) | Alice i Underlandet                    | Ken Ralston, David Schaub, Carey Villegas och Sean Phillips              |
| 2010 (83:e) | Harry Potter och dödsrelikerna – Del 1 | Tim Burke, John Richardson, Christian Manz och Nicolas Aithadi           |
| 2010 (83:e) | Iron Man 2                             | Janek Sirrs, Ben Snow, Ged Wright och Daniel Sudick                      |
| 2010 (83:e) | Livet efter detta                      | Michael Owens, Bryan Grill, Stephan Trojansky och Joe Farrell            |
| 2011 (84:e) | Hugo Cabret                            | Robert Legato, Joss Williams, Ben Grossmann och Alex Henning             |
| 2011 (84:e) | Apornas planet: (r)evolution           | Joe Letteri, Dan Lemmon, R. Christopher White och Daniel Barrett         |
| 2011 (84:e) | Harry Potter och dödsrelikerna – Del 2 | Tim Burke, David Vickery, Greg Butler och John Richardson                |
| 2011 (84:e) | Real Steel                             | Erik Nash, John Rosengrant, Danny Gordon Taylor och Swen Gillberg        |
| 2011 (84:e) | Transformers: Dark of the Moon         | Scott Farrar, Scott Benza, Matthew E. Butler och John Frazier            |
| 2012 (85:e) | Berättelsen om Pi                      | Bill Westenhofer, Guillaume Rocheron, Erik De Boer och Donald Elliott    |
| 2012 (85:e) | The Avengers                           | Janek Sirrs, Jeff White, Guy Williams och Daniel Sudick                  |
| 2012 (85:e) | Hobbit: En oväntad resa                | Joe Letteri, Eric Saindon, David Clayton och R. Christopher White        |
| 2012 (85:e) | Prometheus                             | Richard Stammers, Trevor Wood, Charley Henley och Martin Hill            |
| 2012 (85:e) | Snow White and the Huntsman            | Cedric Nicolas-Troyan, Phil Brennan, Neil Corbould och Michael Dawson    |
| 2013 (86:e) | Gravity                                | Timothy Webber, Chris Lawrence, David Shirk och Neil Corbould            |
| 2013 (86:e) | Hobbit: Smaugs ödemark                 | Joe Letteri, Eric Saindon, David Clayton och Eric Reynolds               |
| 2013 (86:e) | Iron Man 3                             | Christopher Townsend, Guy Williams, Erik Nash och Daniel Sudick          |
| 2013 (86:e) | The Lone Ranger                        | Tim Alexander, Gary Brozenich, Edson Williams och John Frazier           |
| 2013 (86:e) | Star Trek Into Darkness                | Roger Guyett, Pat Tubach, Ben Grossmann och Burt Dalton                  |
| 2014 (87:e) | Interstellar                           | Paul J. Franklin, Andrew Lockley, Ian Hunter och Scott R. Fisher         |
| 2014 (87:e) | Apornas planet: Uppgörelsen            | Joe Letteri, Dan Lemmon, Daniel Barrett och Erik Winquist                |
| 2014 (87:e) | Captain America: The Winter Soldier    | Dan Deleeuw, Russell Earl, Bryan Grill och Daniel Sudick                 |
| 2014 (87:e) | Guardians of the Galaxy                | Stephane Ceretti, Nicolas Aithadi, Jonathan Fawkner och Paul Corbould    |
| 2014 (87:e) | X-Men: Days of Future Past             | Richard Stammers, Lou Pecora, Tim Crosbie och Cameron Waldbauer          |
| 2015 (88:e) | Ex Machina                             | Andrew Whitehurst, Paul Norris, Mark Williams Ardington och Sara Bennett |
| 2015 (88:e) | Mad Max: Fury Road                     | Andrew Jackson, Tom Wood, Dan Oliver och Andy Williams                   |
| 2015 (88:e) | The Martian                            | Richard Stammers, Anders Langlands, Chris Lawrence och Steven Warner     |
| 2015 (88:e) | The Revenant                           | Richard McBride, Matt Shumway, Jason Smith och Cameron Waldbauer         |
| 2015 (88:e) | Star Wars: The Force Awakens           | Roger Guyett, Pat Tubach, Neal Scanlan och Chris Corbould                |
| 2016 (89:e) | Djungelboken                           | Robert Legato, Adam Valdez, Andrew R. Jones och Dan Lemmon               |
| 2016 (89:e) | Deepwater Horizon                      | Craig Hammack, Jason Snell, Jason Billington och Burt Dalton             |
| 2016 (89:e) | Doctor Strange                         | Stephane Ceretti, Richard Bluff, Vincent Cirelli och Paul Corbould       |
| 2016 (89:e) | Kubo och de två strängarna             | Steve Emerson, Oliver Jones, Brian McLean och Brad Schiff                |
| 2016 (89:e) | Rogue One: A Star Wars Story           | John Knoll, Mohen Leo, Hal Hickel och Neil Corbould                      |
| 2017 (90:e) | Blade Runner 2049                      | John Nelson, Gerd Nefzer, Paul Lambert och Richard R. Hoover             |
| 2017 (90:e) | Apornas planet: Striden                | Joe Letteri, Daniel Barrett, Dan Lemmon och Joel Whist                   |
| 2017 (90:e) | Guardians of the Galaxy Vol. 2         | Christopher Townsend, Guy Williams, Jonathan Fawkner och Daniel Sudick   |
| 2017 (90:e) | Kong: Skull Island                     | Stephen Rosenbaum, Jeff White, Scott Benza och Michael Meinardus         |
| 2017 (90:e) | Star Wars: The Last Jedi               | Ben Morris, Mike Mulholland, Neal Scanlan och Chris Corbould             |
| 2018 (91:a) | First Man                              | Paul Lambert, Ian Hunter, Tristan Myles och J.D. Schwalm                 |
| 2018 (91:a) | Avengers: Infinity War                 | Dan DeLeeuw, Kelly Port, Russell Earl och Daniel Sudick                  |
| 2018 (91:a) | Christoffer Robin & Nalle Puh          | Chris Lawrence, Mike Eames, Theo Jones och Chris Corbould                |
| 2018 (91:a) | Ready Player One                       | Roger Guyett, Grady Cofer, Matthew E. Butler och David Shirk             |
| 2018 (91:a) | Solo: A Star Wars Story                | Rob Bredow, Patrick Tubach, Neal Scanlan och Dominic Tuohy               |
| 2019 (92:a) | 1917                                   | Guillaume Rocheron, Greg Butler och Dominic Tuohy                        |
| 2019 (92:a) | Avengers: Endgame                      | Dan DeLeeuw, Russell Earl, Matt Aitken och Daniel Sudick                 |
| 2019 (92:a) | The Irishman                           | Pablo Helman, Leandro Estebecorena, Nelson Sepulveda och Stephane Grabli |
| 2019 (92:a) | Lejonkungen                            | Robert Legato, Adam Valdez, Andrew R. Jones och Elliot Newman            |
| 2019 (92:a) | Star Wars: The Rise of Skywalker       | Neal Scanlan, Patrick Tubach och Dominic Tuohy                           |

### 2020-talet
| År             | Film                                          | Specialeffekttekniker                                                     |
| -------------- | --------------------------------------------- | ------------------------------------------------------------------------- |
| 2020/21 (93:e) | Tenet                                         | Scott R. Fisher, Andrew Jackson, David Lee och Andrew Lockley             |
| 2020/21 (93:e) | Den fantastiska Ivan                          | Nick Davis, Greg Fisher, Ben Jones och Santiago Colomo Martinez           |
| 2020/21 (93:e) | Love and Monsters                             | Genevieve Camailleri, Brian Cox, Matt Everitt och Matt Sloan              |
| 2020/21 (93:e) | The Midnight Sky                              | Matthew Kasmir, Chris Lawrence, Max Solomon och David Watkins             |
| 2020/21 (93:e) | Mulan                                         | Sean Andrew Faden, Steve Ingram, Anders Langlands och Seth Maury          |
| 2021 (94:e)    | Dune                                          | Paul Lambert, Tristan Myles, Brian Connor och Gerd Nefzer                 |
| 2021 (94:e)    | Free Guy                                      | Swen Gillberg, Bryan Grill, Nikos Kalaitzidis och Dan Sudick              |
| 2021 (94:e)    | No Time to Die                                | Charlie Noble, Joel Green, Jonathan Fawkner och Chris Corbould            |
| 2021 (94:e)    | Shang-Chi and the Legend of the Ten Rings     | Christopher Townsend, Joe Farrell, Sean Noel Walker och Dan Oliver        |
| 2021 (94:e)    | Spider-Man: No Way Home                       | Kelly Port, Chris Waegner, Scott Edelstein och Dan Sudick                 |
| 2022 (95:e)    | Avatar: The Way of Water                      | Joe Letteri, Richard Baneham, Eric Saindon och Daniel Barrett             |
| 2022 (95:e)    | The Batman                                    | Dan Lemmon, Russell Earl, Anders Langlands och Dominic Tuohy              |
| 2022 (95:e)    | Black Panther: Wakanda Forever                | Geoffrey Baumann, Craig Hammack, R. Christopher White och Dan Sudick      |
| 2022 (95:e)    | På västfronten intet nytt                     | Frank Petzold, Viktor Müller, Markus Frank och Kamil Jafar                |
| 2022 (95:e)    | Top Gun: Maverick                             | Ryan Tudhope, Seth Hill, Bryan Litson och Scott R. Fisher                 |
| 2023 (96:e)    | Godzilla Minus One                            | Takashi Yamazaki, Kiyoko Shibuya, Masaki Takahashi och Tatsuji Nojima     |
| 2023 (96:e)    | The Creator                                   | Jay Cooper, Ian Comley, Andrew Roberts och Neil Corbould                  |
| 2023 (96:e)    | Guardians of the Galaxy Vol. 3                | Stephane Ceretti, Alexis Wajsbrot, Guy Williams och Theo Bialek           |
| 2023 (96:e)    | Mission: Impossible – Dead Reckoning Part One | Alex Wuttke, Simone Coco, Jeff Sutherland och Neil Corbould               |
| 2023 (96:e)    | Napoleon                                      | Charley Henley, Luc-Ewen Martin-Fenouillet, Simone Coco och Neil Corbould |
| 2024 (97:e)    | Dune: Part Two                                | Paul Lambert, Stephen James, Rhys Salcombe och Gerd Nefzer                |
| 2024 (97:e)    | Alien: Romulus                                | Eric Barba, Nelson Sepulveda-Fauser, Daniel Macarin och Shane Mahan       |
| 2024 (97:e)    | Better Man                                    | Luke Millar, David Clayton, Keith Herft och Peter Stubbs                  |
| 2024 (97:e)    | Kingdom of the Planet of the Apes             | Erik Wenquist, Stephen Unterfranz, Paul Story och Rodney Burke            |
| 2024 (97:e)    | Wicked                                        | Pablo Helman, Jonathan Fawkner, David Shirk och Paul Corbould             |